# Ypsilospora baphiae
Ypsilospora baphiae är en svampart som beskrevs av Cummins 1941. Ypsilospora baphiae ingår i släktet Ypsilospora och familjen Raveneliaceae.   Inga underarter finns listade i Catalogue of Life.